# 名前で呼ぶなって!
『名前で呼ぶなって!』（なまえでよぶなって）は、2007年4月から2008年3月まで独立UHF局で放送されていた、「イケメン育成ドキュメント&バラエティ」番組。

## 概要
将来を嘱望される5人（途中から4人）のイケメン若手俳優が、「とある宮殿」を舞台（という設定、実際には何もないスタジオ）に俳優としての演技力や実力を育成していくというもの。
番組は基本的に、毎回テーマを設定して5人がアドリブで演技、それを5人で批評しあうスタジオ部分と、5人のうちの1人が「マダム」（本編には一切登場しない仮想の人物）の指令により、個々にレッスンやトレーニングを受ける、もしくは同じく5人のうちの1人に密着取材し、実際の現場での仕事ぶりを紹介するロケ部分の、2つのパートに大きく分けられる。
また番組の合間合間に、それぞれのプロモーションビデオが流される。
なおスタジオ部分は、不定期に「ある日の出来事」と題された、「宮殿」内で起こった出来事を5人でショートドラマ風に演ずる内容になることがある（実質的にこれが演技力のテストに当たる）。
番組制作は、イーエス・エンターテインメント（企画協力）とタッチプランニング（製作協力）、それに東名阪ネット6加盟の独立U局のうちの、テレビ神奈川（tvk・幹事局）・千葉テレビ放送（チバテレビ）・三重テレビ放送・京都放送（KBS京都）の計6社による、「名前で呼ぶなって!製作委員会」によって行われており、各社からプロデューサーが1名ずつ参加している（チーフPはイーエスが担当）が、ロケ部分の収録の多くは東京都内で行われている。
2007年10月末～11月初めの放送にかけて、北村栄基、南圭介、中村蒼の3人が番組を卒業。
番組の設定上「中村は中国、北村はアメリカ、南はフランスへ美少年として派遣された」という設定である。

## 出演者

### イケメン俳優
- 中村蒼（～29話）
- 南圭介（～29話）
- 北村栄基（～29話）
- 伊阪達也
- 佐藤雄一
- 冨田翔（30話～）
- 宮田直樹（30話～）

### 執事（進行役）
- 石橋篤史

### ナレーター
- 羽多野渉

## 放送時間
- tvk…水曜日深夜0:45～1:15
- チバテレビ…水曜日22:00～22:30
- 三重テレビ…日曜日22:24～22:54
- KBS京都…月曜日22:30～23:00

## 番組オリジナルDVD
- 名前で呼ぶなって! REAL FACEシリーズ　南圭介～Keep my hope alive～（2007年9月21日発売）
- 名前で呼ぶなって! REAL FACEシリーズ　北村栄基～enjoy myself～（2007年9月21日発売）
- 名前で呼ぶなって! REAL FACEシリーズ　中村蒼～I'll do my best together～（2007年9月21日発売）

※DVD発売記念：番組の公開収録が翌日の9月22日にディファ有明で行われた。
- 名前で呼ぶなって! ensembleシリーズ　白のQuintet（2007年10月24日発売）

- 名前で呼ぶなって! REAL FACEシリーズ　伊阪達也～I get over the trial～（2007年11月21日発売）
- 名前で呼ぶなって! REAL FACEシリーズ　佐藤雄一～overcome the difficulty～（2007年11月21日発売）

※DVD発売記念：同年12月9日にジョイナスの森彫刻公園で握手会が行われた
- 名前で呼ぶなって! ensembleシリーズ　白のQuintet-2-（2008年2月8日発売）

- 名前で呼ぶなって! ensembleシリーズ　白のQuartet（2008年4月11日発売）